# Dingly Dell
Dingly Dell è il terzo album del gruppo musicale britannico Lindisfarne, pubblicato dalle etichette discografiche Charisma ed Elektra nel 1972.
L'album è prodotto da Bob Johnston, mentre 8 dei 12 brani sono interamente composti dal cantante del gruppo, Alan Hull.
Dal disco vengono tratti i singoli All Fall Down e Court in the Act.

## Tracce

### Lato A
1. All Fall Down
2. Plankton's Lament
3. Bring Down the Government
4. Poor Old Ireland
5. Don't Ask Me
6. O No, Not Again

### Lato B
1. Dingle Regatta
2. Wake Up Little Sister
3. Go Back
4. Court in the Act
5. Mandolin King
6. Dingly Dell